# Palais de justice de Charleroi
Le Palais de justice de Charleroi est situé sur l'avenue Général Michel à Charleroi en Belgique.  
Construit entre 1959 et 1963 selon les plans de l'architecte carolorégien Jacques Depelsenaire, c'est le quatrième bâtiment depuis le début du XIXe siècle à héberger la justice à Charleroi. 
Il abrite aujourd’hui le tribunal de première instance du Hainaut division de Charleroi, le parquet de Charleroi, les justices de paix de Charleroi I et II ainsi que le tribunal de police, division de Charleroi. Il est également le siège du Conseil de l'Ordre  et du bureau d'aide juridique du Barreau de Charleroi.
Sur le même terrain, est situé un bâtiment où ont été logés de 1967 à 2006, l'Institut national du verre, le musée du Verre et le musée archéologique. Depuis 2010, l'immeuble est occupé par le tribunal de l'entreprise (jusqu'en 2018 «tribunal de commerce»), le tribunal du travail et l'auditorat du travail.

## Emplacement
Le Palais de justice et son extension, le Palais du verre, sont situés sur l'ancienne plaine des Manœuvres affectée à l'entrainement des soldats de la caserne Caporal Trésignies située de l'autre côté de l'avenue Général Michel. Ce terrain de forme rectangulaire est ceinturé, outre l'avenue Général Michel à l'Est, par la rue Émile Tumelaire au Sud, le boulevard Alfred de Fontaine à l'Ouest et le boulevard Paul Janson au Nord. Le site porte depuis 2015 le nom de parc Jacques Depelsenaire.

## Histoire

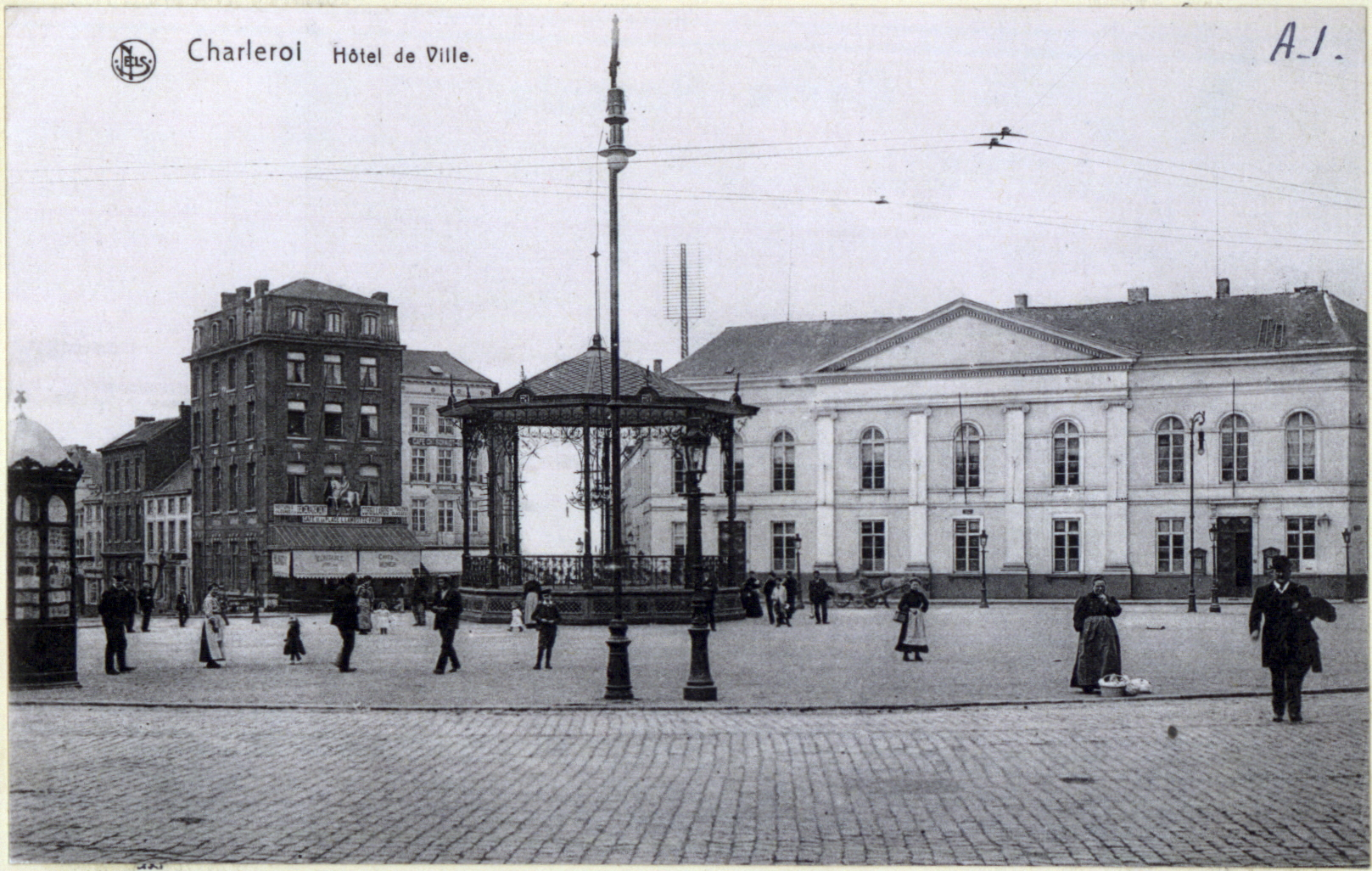
Le bâtiment de Jean Kuypers qui deviendra par la suite l'hôtel de ville de Charleroi (photo du début du XXe siècle).

Le 1er octobre 1795, les Pays-Bas autrichiens sont annexés à la France et Charleroi est intégré dans le département de Jemmapes. La loi du 27 ventôse an VIII (18 mars 1800) qui réforme le système judiciaire, crée à Charleroi un tribunal de première instance, malgré les protestations de Thuin et de Binche qui revendiquent ce siège. Il s'y installe le 10 octobre 1800 dans un ancien bâtiment militaire de la Ville-Haute alors occupé par l'administration communale qui déménage à la Ville-Basse. L'immeuble était situé à l'emplacement de l'actuel hôtel de ville de Charleroi. Le bâtiment avait été aménagé à la suite d'une souscription publique mais restait vétuste et incommode.
En 1826, sous le régime hollandais, il est question de supprimer le tribunal à Charleroi. Pour le conserver, les autorités communales prennent en charge la construction d'un nouveau palais de justice. Il sera construit au même endroit en 1826, selon les plans de l’architecte Jean Kuypers.

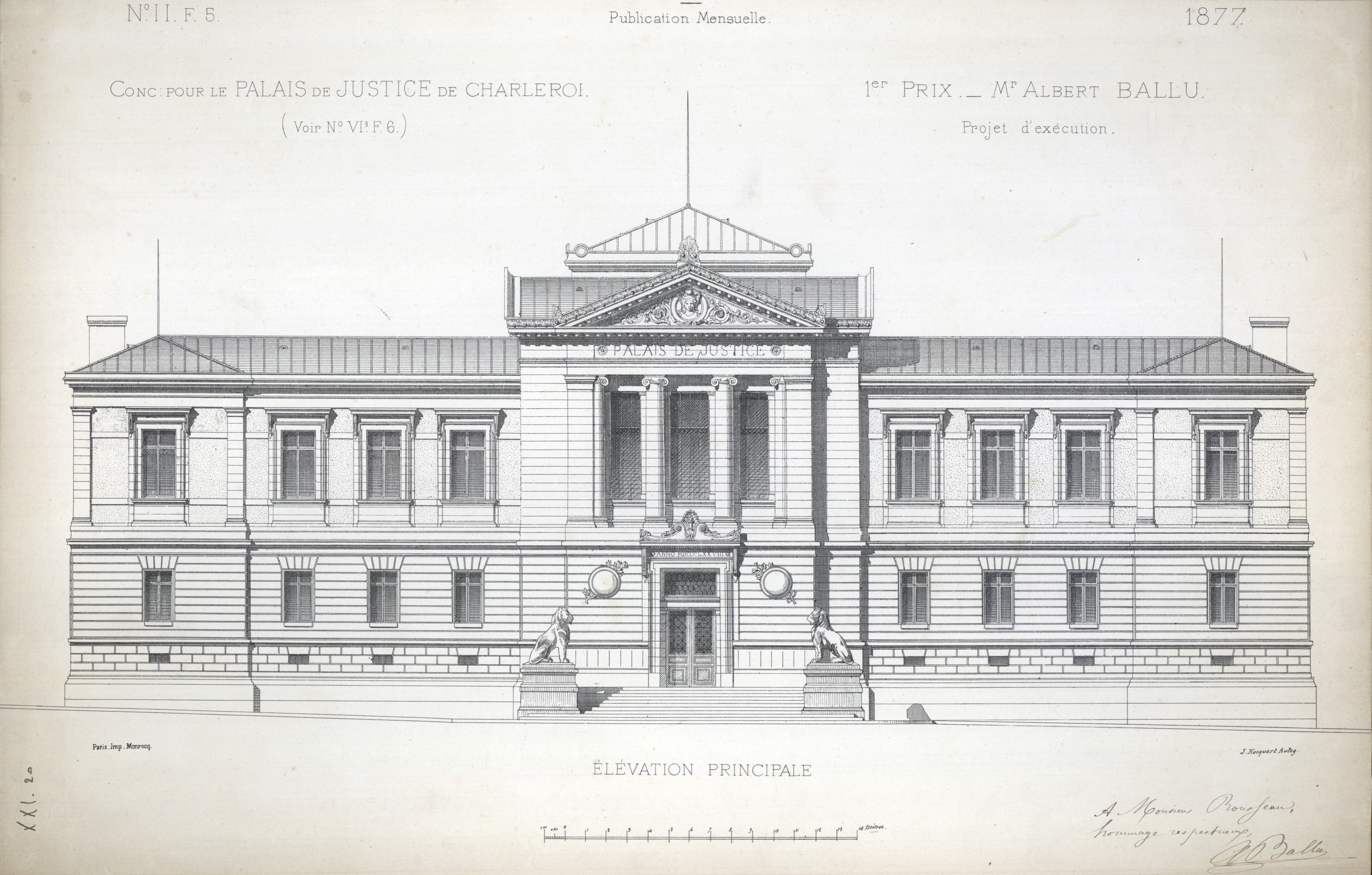
Projet d'exécution de la façade principale dessiné en 1877 par Albert Ballu.

Le développement des affaires judiciaires exige bientôt des locaux plus spacieux. Dès 1850, les autorités communales mènent des pourparlers avec les pouvoirs supérieurs, mais ce n'est qu'en 1876 que la construction d'un palais de justice est décidée. L'emplacement choisi se situe au boulevard Central (actuellement Boulevard Audent). L'architecte parisien Albert Ballu fut sélectionné à la suite d'un concours,. Le palais, à la façade néo-classique, est inauguré le 10 juillet 1880. En haut du perron se dressent deux lions en fonte, œuvre d'Antoine-Félix Bouré. Ils seront surnommés Totor et Tutur par le journaliste Louis-Xavier Bufquin des Essarts dans la chronique judiciaire du Journal de Charleroi.

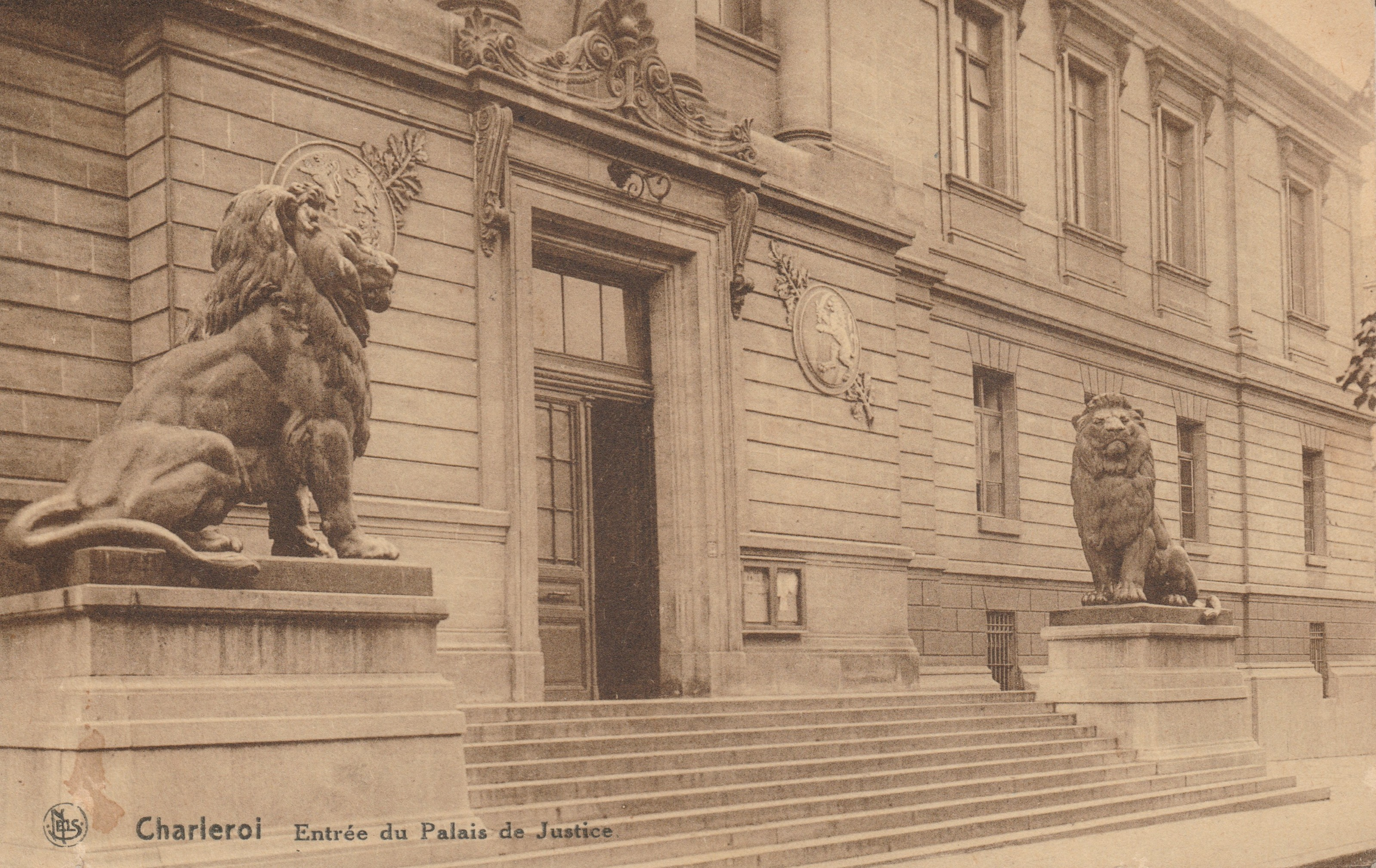
Les lions de part et d'autre de l'entrée.

À sa création, ce palais de justice disposait de trois grandes salles d'audience ayant chacune sa salle du conseil et une salle réservée aux témoins. L'augmentation de la charge de travail, directement proportionnelle à l'essor pris par la région sur laquelle le tribunal étendait sa compétence juridique, fit que les lieux devinrent également trop étroit. Le nombre de juges passe de six à vingt-sept entre 1880 et 1965. Pendant cette même période, le nombre de magistrats du Parquet passa de un à vingt-trois. Le nombre des autres usagers augmente dans les mêmes proportions.
À cela s'ajoute un délabrement rapide de l'immeuble, ceci à la suite d'un mauvais choix de matériaux par l'architecte, une pierre de taille qui se révéla très friable. « De somptueux qu'il paraissait le jour de son inauguration, le palais était devenu une sorte de taudis gigantesque où il pleuvait les jours d'orages et faisait trop froid les jours d'hivers ». Des plâtres tombaient sur les membres du tribunal et auditeurs en pleine séance. Dès 1945, il s'avère indispensable de construire un nouveau palais de justice à Charleroi. Ce n'est qu'en 1969 que le palais du boulevard Audent sera définitivement désaffecté.
Après la Seconde Guerre mondiale, nait le projet de créer l'Institut national du Verre, qui se chargerait de travaux de recherches dont les résultats seraient communiqués aux industries du verre qu'il compterait parmi ses membres. Industrie qui est en butte à des difficultés économiques et dans l'impossibilité financière d'investir dans la recherche. À la même époque, le bourgmestre Joseph Tirou a l'idée d'ériger un musée du Verre. Ces deux projets se concrétisent par une convention signée le 27 mars 1950 qui stipule qu'un bâtiment qui abriterait l'Institut et le musée serait construit à charge de l'État.
Sous le bourgmestre Octave Pinkers, on envisage de réaménager la plaine de Manœuvres et de construire le musée du Verre et un nouveau palais de Justice sur cet espace.
Le projet est confié à Jacques Depelsenaire, natif du Pays de Charleroi et lauréat du Prix de Rome. Celui-ci présente en 1952 deux projets pour le palais de Justice et un pour le musée du Verre. Les plans définitifs sont approuvés en 1954. Les travaux, exécutés par phases, s'étalent de 1959 à 1963 pour le palais. L'Institut national du verre s'installe dans ses bâtiment en 1967,. Pour cet immeuble, Jacques Depelsenaire s'est associé à Simon Brigode, également de Charleroi.
Le Musée du Verre est inauguré le 25 juin 1973 par le prince Albert de Belgique. À partir de 1976, une surface d'exposition est occupée par une partie des collections du Musée archéologique dont le bâtiment, inauguré en 1879 au boulevard Jacques Bertrand, était fermé depuis 1954, détérioré à la suite de mouvements miniers.
Du fait  de la disparition progressive de l'industrie verrière, les activités de l'Institut diminuent également. À la fin du XXe siècle, l'État fédéral, propriétaire des lieux, désire y installer les tribunaux de commerce et du travail. Le musée du Verre s'installe alors sur le site du Bois du Cazier, tandis que le Musée archéologique perd une nouvelle fois son espace d'exposition.
Les travaux de transformation débutent en 2006, dirigé par le même architecte qui dessina les plans originaux. En 2010, les travaux sont terminés et le bâtiment, rebaptisé « Palais du verre », devient une extension du Palais de justice.

## Architecture
L’image architecturale choisie pour le Palais de Justice par son auteur, Jacques Depelsenaire, est celle de la modernité et de l’ouverture démocratique, typique de l’expression du style moderniste d’après-guerre. 
Le Palais de justice se déploie en forme de U dans la partie basse de l’ancienne plaine des manœuvres, actuel parc Jacques Depelsenaire. Les bâtiments qui le composent sont disposés en recul par rapport à la voirie.
L'aile centrale du Palais qui longe la rue Tumelaire repose partiellement sur de puissants piliers, ce qui permet l’accès à une cour intérieure prolongée par un escalier monumental qui mène vers le Palais du verre.
Le bâtiment est en ossature de béton offrant deux types de façades, les premières opaques à trame carrée en pierre bleue incluant à espace régulier des éléments en saillie, et le second vitré avec le cadre régulier de la façade-rideaux.. 
L’accès principal au Palais de justice se fait par un auvent ondulant à partir du boulevard Général Michel.

## Intégration d'œuvres d'art
La façade vers l'avenue Général Michel est ornée d'une œuvre monumentale d'André Hupet La Justice poursuivant le Mal. À côté de l'entrée du boulevard de Fontaine, on trouve une sculpture d'Alphonse Darville, Justice et Paix. Plus loin, le long du même boulevard, ont été réinstallés les deux lions (Totor et Tutur) d'Antoine-Félix Bouré provenant de l'ancien palais au boulevard Audent. 
Dans la cour intérieure, on ne peut manquer deux sculptures 'cyclopéennes' de Michel Stiévenart.
À l'intérieur, dans le hall, se trouvent des céramiques en grès de Bouffioulx de Marie-Henriette Bataille, Claire Lambert et Paul Timper. Dans l'escalier est installée une sculpture de Charles De Rouck. Les salles d'audiences sont ornées de fresques d'Émile Tainmont et d'une céramique d'Olivier Strebelle.
Sur le haut du Parc, à proximité de l'entrée du Palais du verre, émerge du bassin à débordement un hommage à Georges Lemaître par Jean-François Diord, et de l'autre côté de ce bâtiment, une œuvre de Boris Tellegen installée en 2014 dans le cadre de Asphalte#1, biennale d'art urbain.

## Galerie

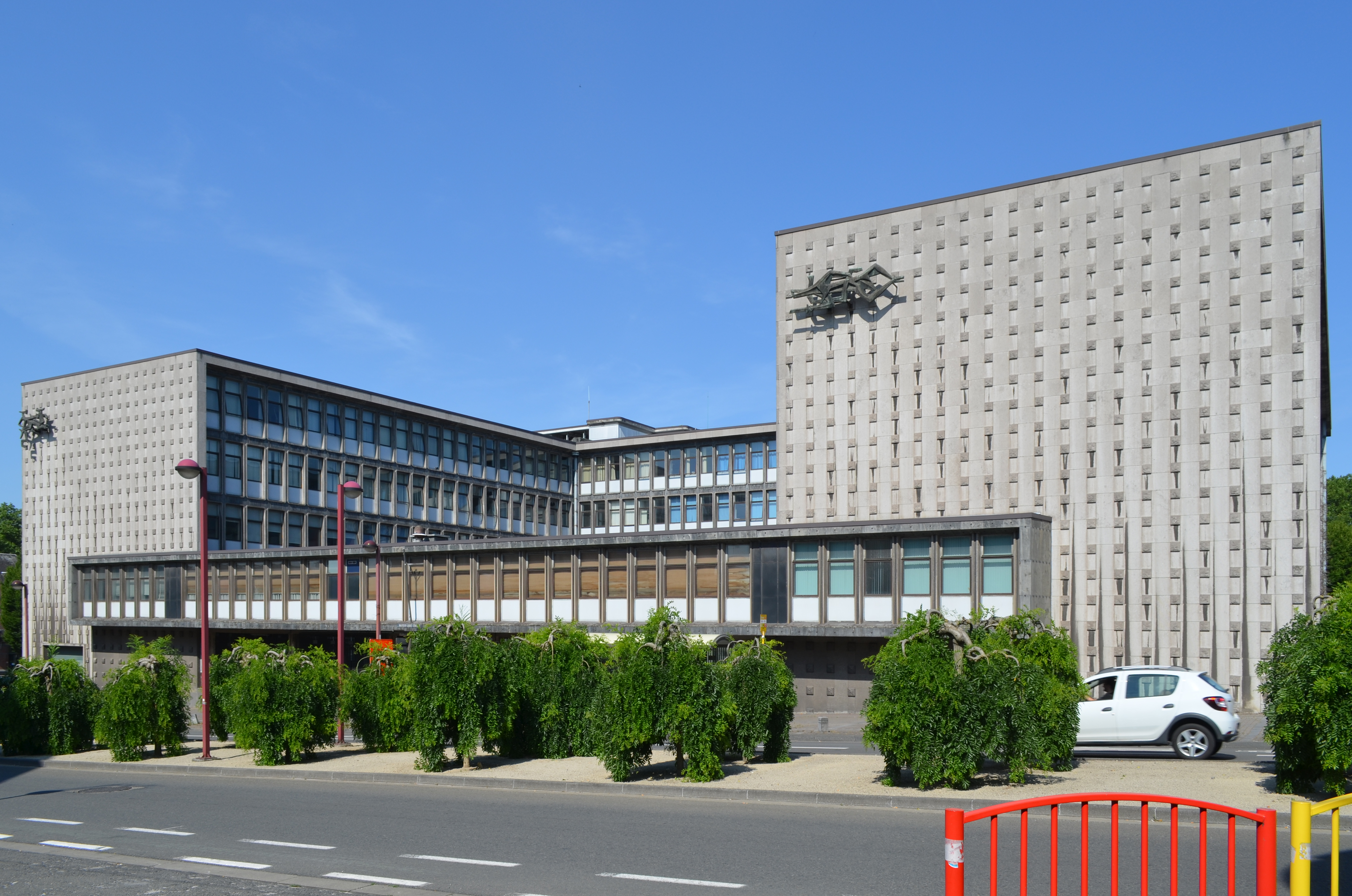
Façades côté avenue Général Michel.
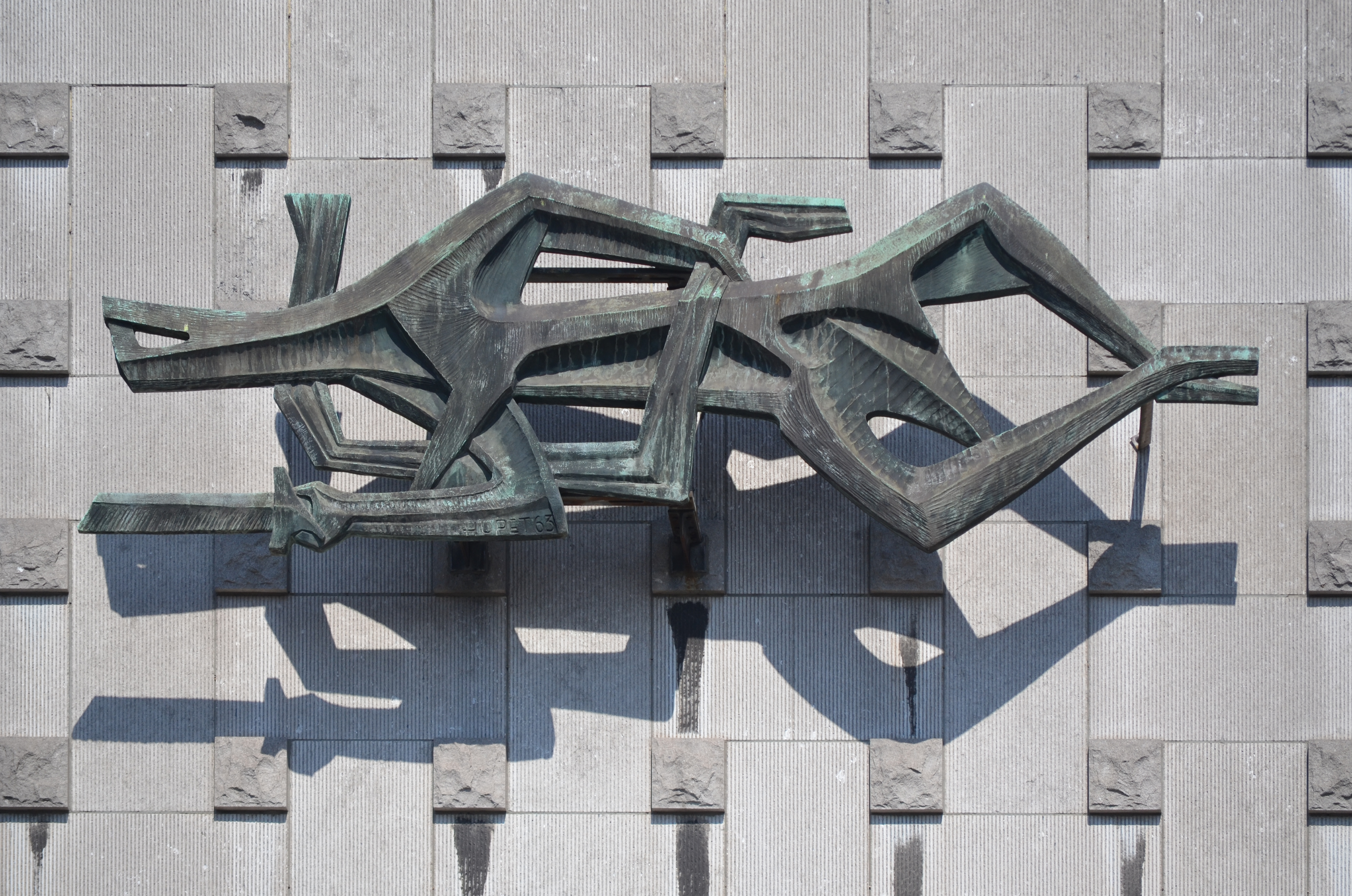
« La Justice poursuivant le Mal », œuvre d'André Hupet.
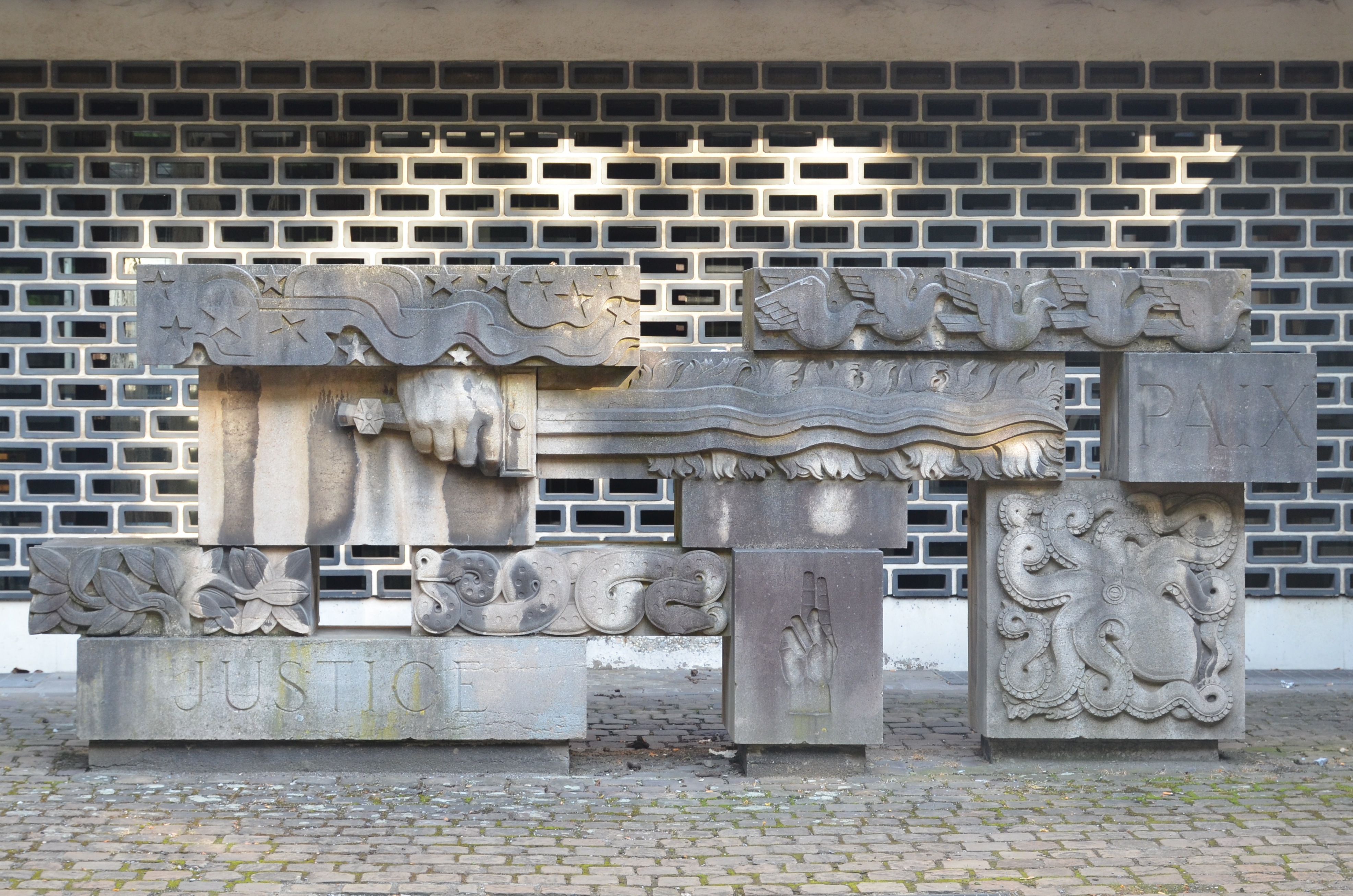
« Justice et Paix », œuvre d'Alphonse Darville.
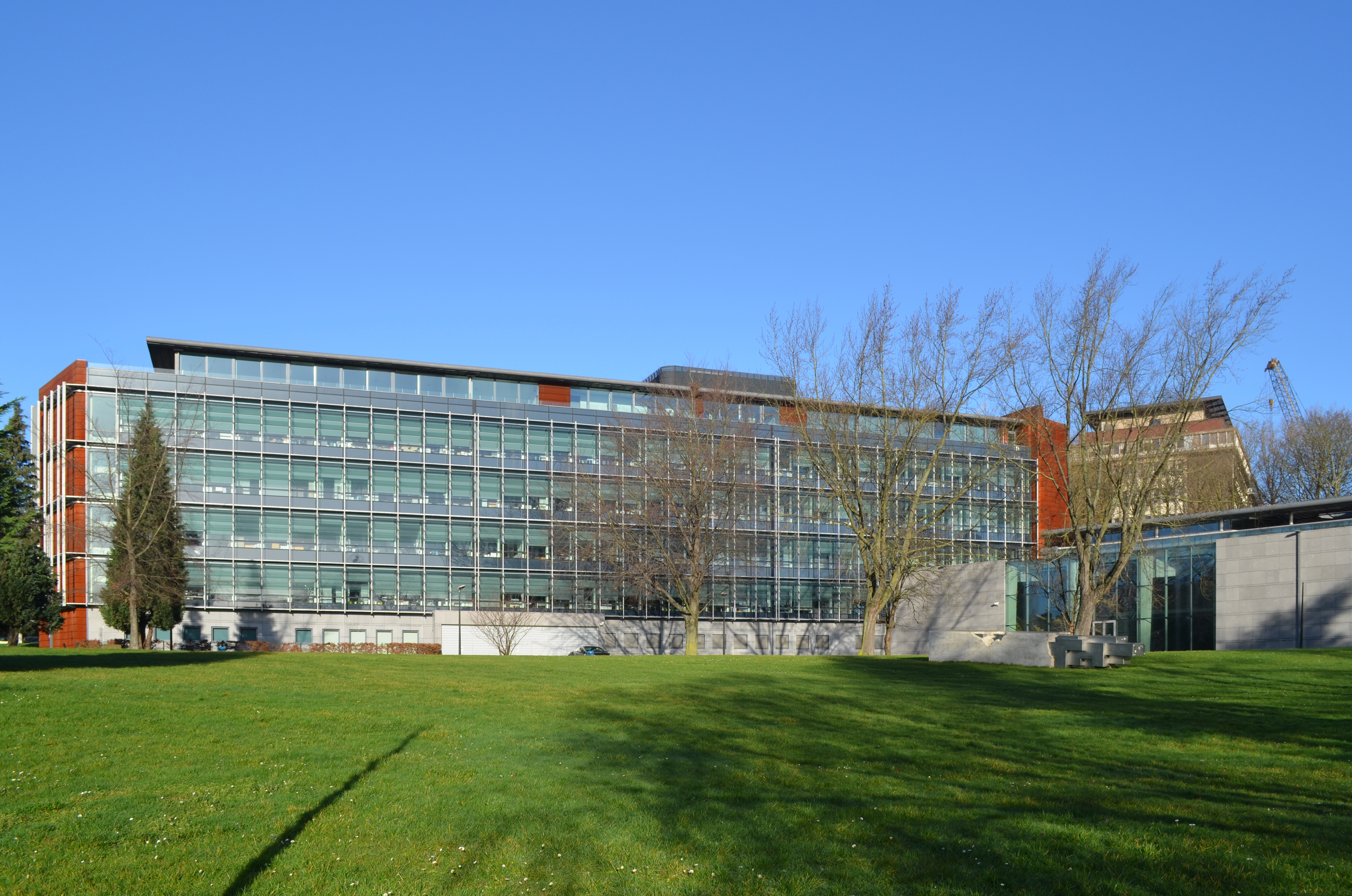
« Palais du Verre » vu depuis l'avenue Général Michel.